# Hot Park

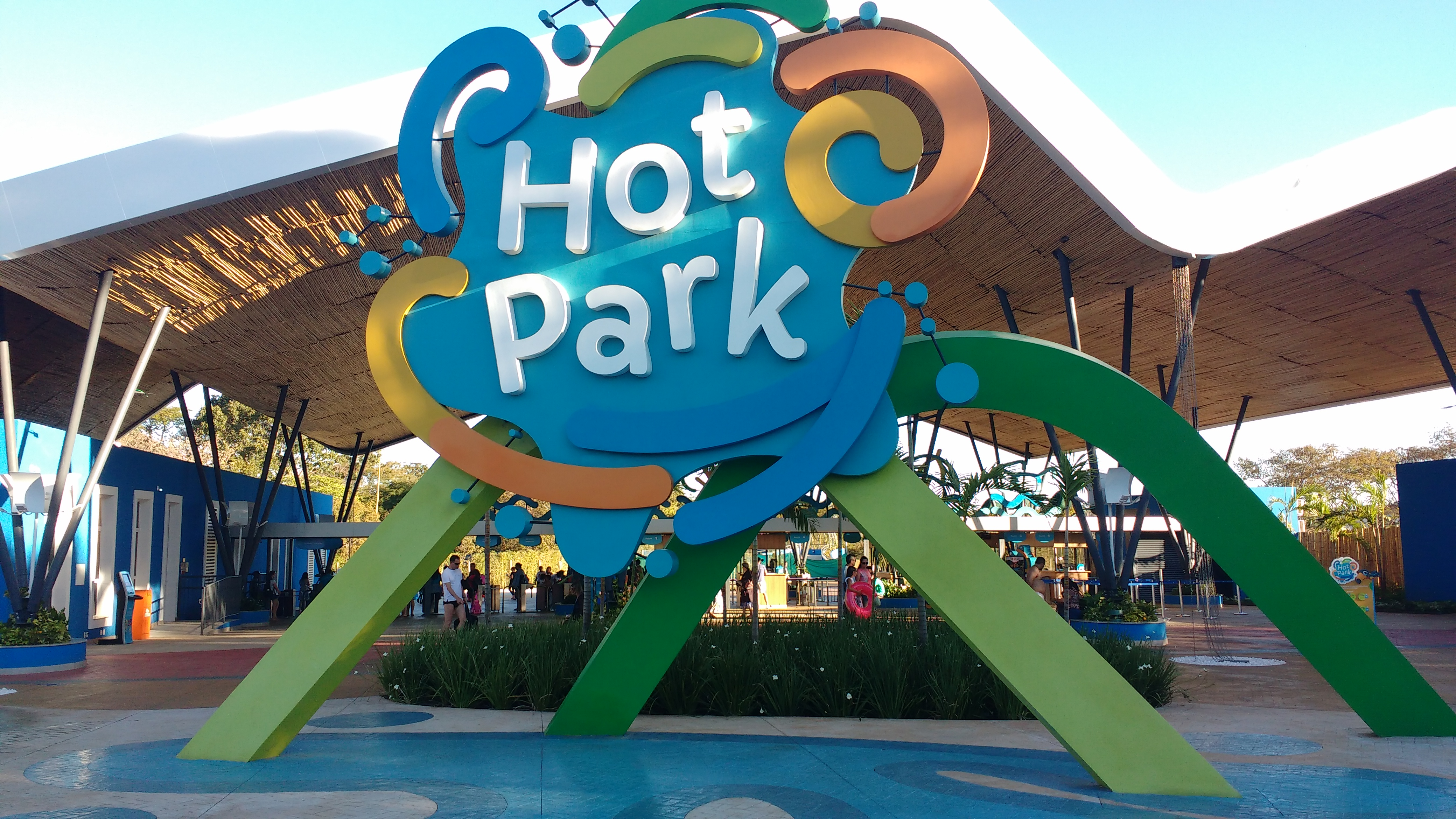
Entrada do parque.

Hot Park é um parque aquático de águas naturalmente quentes, localizado no município de Rio Quente, Goiás, Brasil. Foi o primeiro do mundo nessa categoria[carece de fontes?]. 
Pertencente ao Grupo Rio Quente, que administra o Rio Quente Resorts, localizada na cidade de Rio Quente, próximo a Caldas Novas. A região é considerada a maior estância hidrotermal do planeta, com uma vazão de 7,5 milhões de litros de água por hora.
Suas principais atrações são: a Praia do Cerrado com 6 milhões de litros de água, sendo a maior piscina do Brasil e quinta maior do mundo. O parque também abrigado um brinquedo inédito feito no Brasil, chamado de Xpirado, o maior toboágua de águas quentes do mundo, com 35 metros de altura. É o único brinquedo tematizado por um parque aquático no Brasil. Outra atração é Half Pipe, o primeiro escorregador gigante em forma de U do Brasil, com 13 metros de altura. Além dessas atrações o parque conta com mais 7 pistas de toboáguas entre elas o Acqua Race, Acqua River e Giant Slide, também conta com o rio lento, uma piscina na qual flutua em uma bóia e correnteza te arrasta.
Em 22 de julho de 2021, o restaurante e quiosques da praia artificial do Hot Park foram incendiadas, causando um grande estrago.